# کوه حاجی ابراهیم
کوه حاجی ابراهیم از قله‌های کوهستان قندیل در رشته‌کوه زاگرس است. این قله با ارتفاع ۳٬۵۸۷ در غرب ایران، نزدیکی شهر پیرانشهر و شرق اقلیم کردستان عراق واقع شده‌است. یخچالهای طبیعی حاجی ابراهیم در تمام طول سال برف دارند.